# One King Street West
One King Street West (auch bekannt als 1 King West) ist ein 176 Meter hohes Wohn- und Hotelgebäude im Financial District von Toronto, Ontario, Kanada. Das Hochhaus wurde auf einem bereits existierenden, historischen Gebäude, dem Dominion Bank Building, welches im Jahre 1914 fertiggestellt wurde, errichtet. Das Dominion Bank Building wurde restauriert und dem Hotelgebäude angeschlossen. Es beherbergt die Hotellobby, Theater und ein Restaurant und einige Hotelzimmer auf den oberen Etagen des historischen Gebäudes. Der größte Teil der 500 Suiten befindet sich jedoch im Hochhaus des Hotels, neben den Eigentumswohnungen.
Das historische Gebäude diente als Firmenzentrale der Toronto-Dominion Bank, bis diese ein neues Gebäude in der Stadt bezog. Die Empfangshalle verbindet das historische klassische Flair mit dem heutigen Modernen. Im Hotel befinden sich ein Fitnessstudio, Schwimmbad und Wellnesslandschaft.